# Elko New Market
La ville américaine d’Elko New Market est située dans le comté de Scott, dans l’État du Minnesota. Sa population s’élevait à 4 110 habitants lors du recensement de 2010.

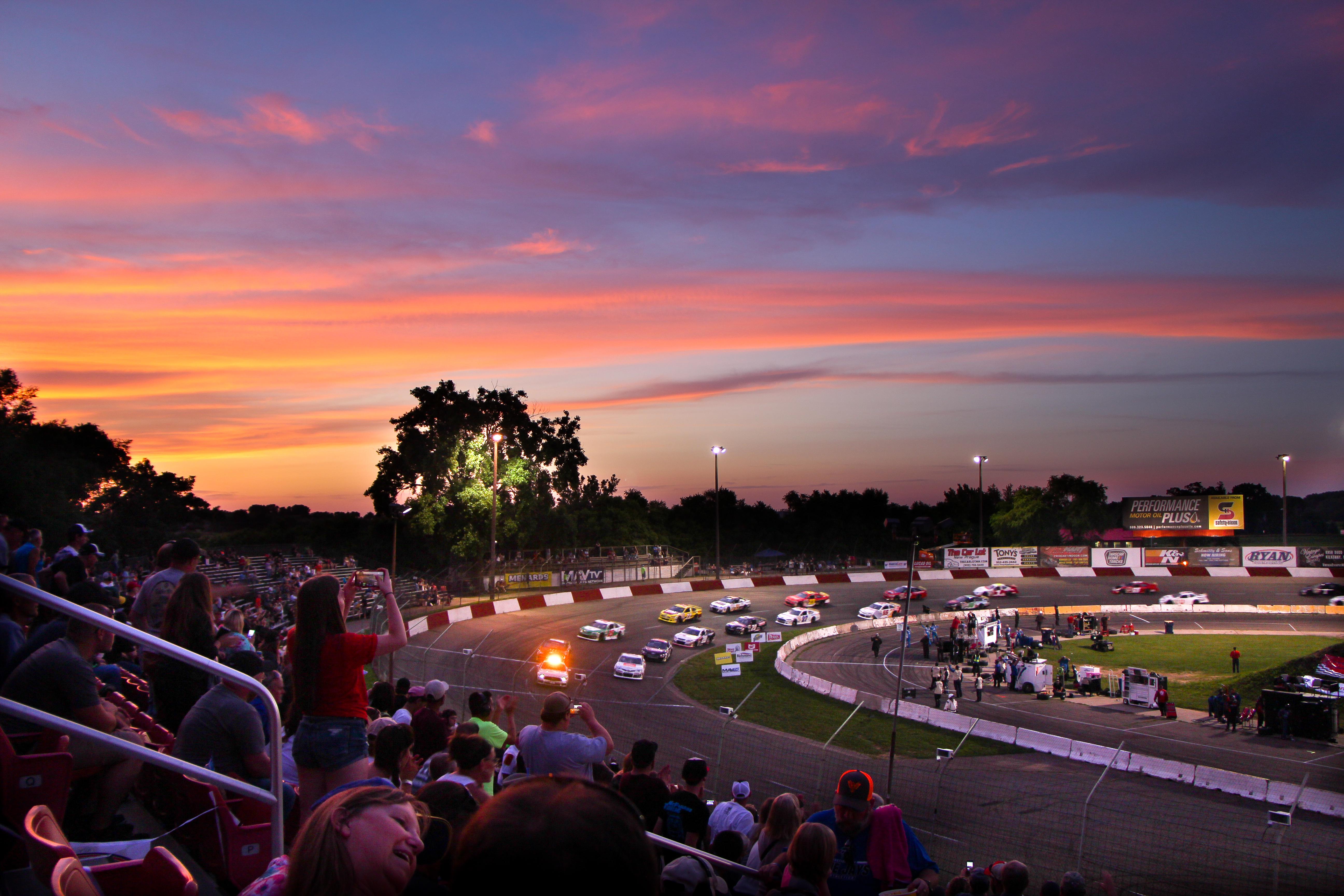
Circuit automobile d'Elko

## Fusion
Le 21 mars 2006, les villes d’Elko et New Market ont participé à un référendum afin de se prononcer pour ou contre une fusion des deux localités. La fusion est devenue effective le 1er janvier 2007.

## Référence
- (en) Cet article est partiellement ou en totalité issu de l’article de Wikipédia en anglais intitulé « Elko New Market, Minnesota » (voir la liste des auteurs).